# شاين تودور
شاين تودور (بالإنجليزية: Shane Tudor)‏ (10 ديسمبر 1982 في المملكة المتحدة - ) هو لاعب كرة قدم بريطاني في مركز جناح ‏. لعب مع بورت فايل وشروزبري تاون وكامبريدج يونايتد ونادي ليتون أورينت ووولفرهامبتون واندررز.

## وصلات خارجية
- شاين تودور على موقع قاعدة بيانات كرة القدم.إي يو (الإنجليزية)
- شاين تودور على موقع Soccerbase.com (لاعب) (الإنجليزية)